# Liesing (Vienne)
Pour l’article homonyme, voir Liesing.
Liesing est le vingt-troisième et dernier arrondissement de Vienne.
L'arrondissement tire son nom du mot slave lesica, qui signifie "ruisseau forestier".

## Quartiers de l'arrondissement
Liesing a été formé de plusieurs communes naguère indépendantes. Ce sont :
- Atzgersdorf
- Erlaa
- Inzersdorf
- Kalksburg, où se trouve le Kollegium Kalksburg
- Liesing
- Mauer
- Rodaun
- Siebenhirten

## Lieux
- Eglise paroissiale d'Inzersdorf, de style néo-classique
- Château de Liesing
- Château d'Alterlaa
- Maurer Wald, espace de prairies et de bois du Wienerwald
- Aqueducs de Liesing, de Mauer et de Speising, construits entre 1870 et 1873
- Studios de cinéma Rosenhügel, construits entre 1919 et 1923

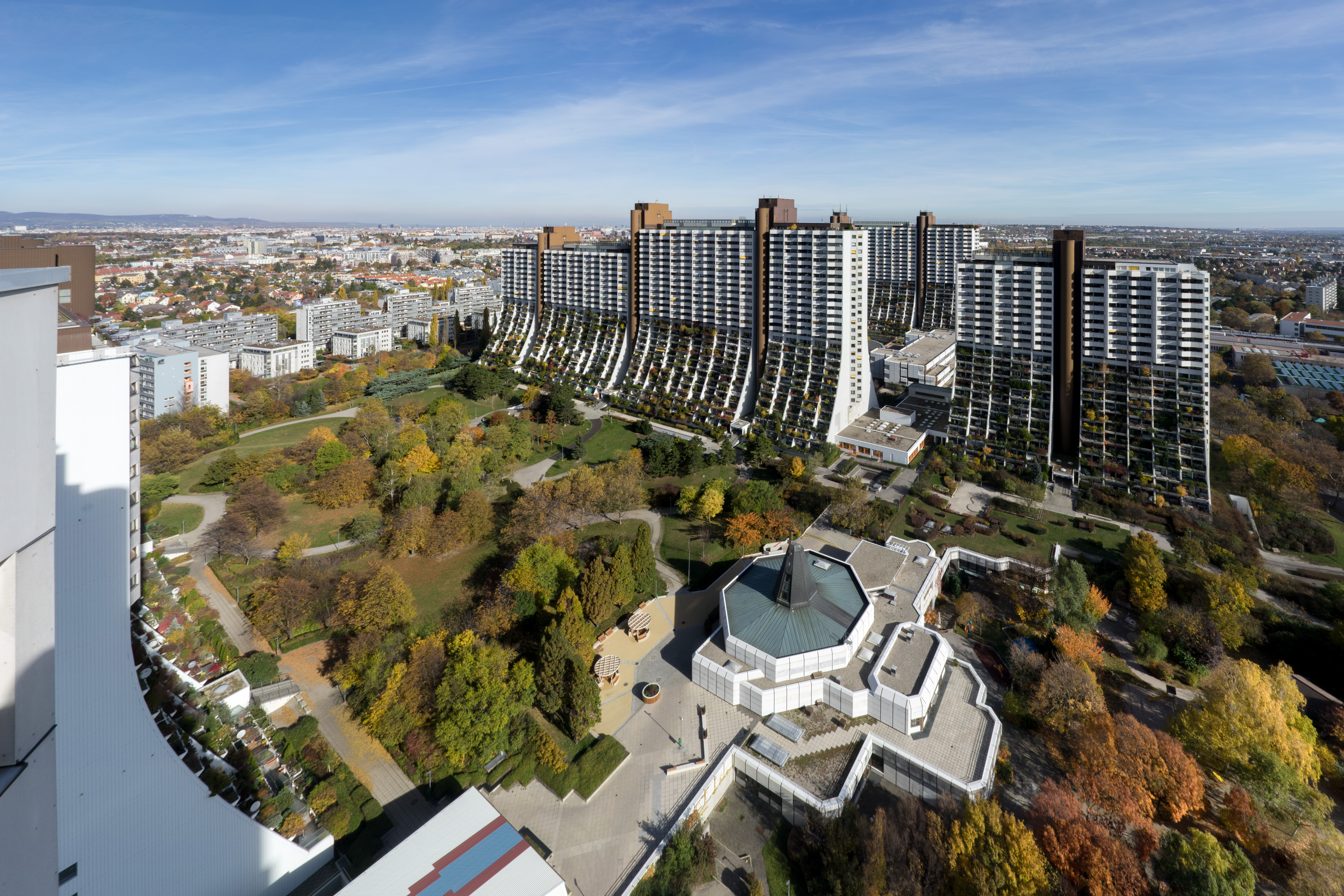
Wohnpark Alterlaa, ensemble résidentiel et commercial.
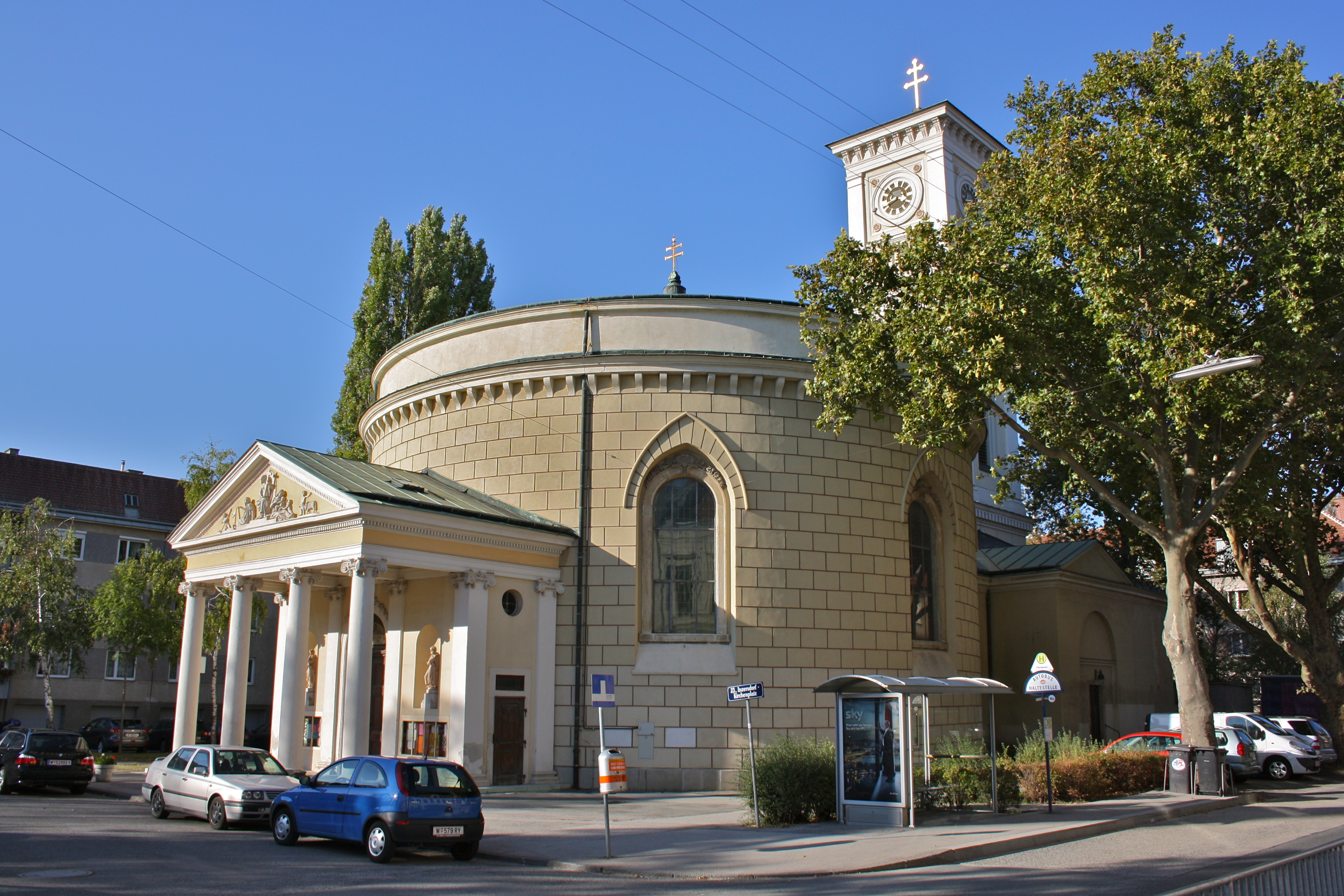
Église paroissiale d'Inzersdorf.